# 池波志乃
池波 志乃（いけなみ しの、戸籍名：中尾 志津子、旧姓：美濃部、1955年3月12日 - ）は、東京都荒川区出身の女優・タレント・エッセイスト。
有限会社オフィスSHINO代表取締役。古舘プロジェクト所属。血液型A型。俳優・中尾彬の後妻として知られる。父は10代目金原亭馬生、祖父は5代目古今亭志ん生、叔父は3代目古今亭志ん朝。甥（妹の息子）は金原亭小駒。

## 来歴・人物
高校を中退、俳優小劇場養成所入所を経て新国劇に入団。「池波志乃」という芸名は新国劇の研究生当時に父馬生が名づけ、新国劇の座付作家でもあった池波正太郎の許可を得たものである。
大竹まことや風間杜夫と同時期に俳優小劇場の養成所に所属しており、彼らには妹のようにかわいがってもらった。彼らが養成所を辞める時に一緒に辞めようとしたが、「お前は残れ」と説得され養成所に残った。
女優としての活動は、1974年の映画『沖田総司』や、NHK連続テレビ小説『鳩子の海』から本格化。妖艶で日本的、しかも婀娜（あだ）な色っぽさと品格のよさを同時に押し出せる得がたい女優で主に脇役として芝居を引き締める演技・役どころをこなした。
1978年に中尾彬と結婚。夫・中尾との間に子はないが、料理（作る方も食べる方も）・酒・美術（諸分野だが特に日本画）と共通の趣味と強い絆で結ばれた夫婦として知られる。
親族に酒豪が多かったためか、自身も酒豪であり、「女性芸能人では太地喜和子と並ぶ」と噂されたほどだった。
1982年、父が死去した時には叔父3代目古今亭志ん朝は「女優だったら泣くんじゃないよ」と言いながら迷惑をかけた兄馬生の死に志ん朝自身が泣いていた。
1983年、『丑三つの村』での大胆な演技が話題となった。
1990年代半ばより演劇活動に距離を置いたことを機に事実上芸能活動停止状態。これは前後して池波が急激な体重の減少で健康が優れなくなったことと、素の自己像と芝居で演じる人物像との間のギャップに苦悩し、新たな芝居の仕事を入れなくなったからとの旨を後年中尾がテレビ番組で明かした。
料理に関してはかなりの腕前で、中尾がカレーが食べたいと言えばインドカレーを作り、朝鮮料理が食べたいと言えばその料理をきちんと用意しているという。また、食卓に夕食の手書きメニューを池波が作ることでも知られる（但し、時間稼ぎのためと本人が発言している）。中尾と中尾鍋と呼ばれる白菜と豚バラを使用した鍋料理を考案し、テレビ番組で度々紹介されている。
夫・中尾に「遊んでいきなさい」とお金を渡すことがある。これは、遊びに行って欲しくないためにあえてお金を渡している。また、中尾に「でも」「だって」と口答えはしない。中尾が怒るところを見るのが嫌なためで、逆に、ほとぼりが冷めて中尾の機嫌がいい時には笑いながら反撃する。こうした池波の人柄を、女性に厳しい意見が多いことで知られる細木数子から絶賛された。池波自身も「子供を育てることができなかったが、夫・中尾彬を育てることができた。」と語っている。
推理小説好きとしても知られ、芸能活動停止後も数多くの書評や文庫解説を記している。
現在は中尾と永年の棲家である台東区池之端の自宅で暮らす。また2001年頃からは沖縄（中尾所有のアトリエあり）にも長期滞在していた。
2006年9月にフィッシャー症候群という病に倒れる。この時、「長い髪の毛はありえない」として自らの意思で丸坊主になったというエピソードがある。さらに2007年3月に中尾が急性肺炎で倒れた際、誰にも見舞いをさせなかった。これは治療・静養に専念させたかったことと芸能人として情けない姿を見せたくなかったためであるという。
近年までほとんどテレビ等出る機会がなかったが、著書『食物のある風景』プロモーションのため、2007年3月23日、毎日放送の関西ローカル番組『ちちんぷいぷい』にゲストとして出演。この番組の準レギュラーでもある夫と久々の共演をする。その2日後には同局制作の全国ネット番組『知っとこ!』にも番組途中からゲスト出演した。
以降、テレビ出演などで、再びメディアに顔を見せている。また、最近では「オフィスShino」という会社を経営するなど実業家の顔を見せている。
若い頃は周囲からよく嵯峨美智子に似ているといわれたエピソードを、後年になってトーク番組で話していた。
アメリカのプロレス団体WWEのファン。中尾とは結婚前に「食事前に必ず直筆のお品書きを書く」、「チャンネルを回す（リモコンでチャンネルをあわす）のは全て妻の役目とする」、「どんなことがあっても食事は用意し、中尾が寝るまでに寝てはならず、中尾に寝顔を見せてはいけない」等のルールがあるのだが、WWEの放送がある日にこれらの決まりごとは全て放送前に済ませ集中して見るという徹底振り。
夫婦それぞれの病気・母の死去などを経て終活に関心が向き、2013年に夫と共に遺言書を作成。中尾のデザインによる墓の建立、千葉のアトリエ（現在は更地）と沖縄のマンションの売却、大量の本・写真・衣服などの処分を行った。
2019年のNHK大河ドラマ『いだてん〜東京オリムピック噺〜』で、自らの祖母である美濃部りんの役を演じ、20年近く休業していた女優に復帰した。
2024年5月、夫の中尾彬と死別した。

## 出演

### 映画
- 沖田総司（1974年）
- 昭和枯れすすき（1975年）
- ワニと鸚鵡とおっとせい（1977年）
- 日本の仁義（1977年）
- 白く濡れた夏（1979年、にっかつ）
- 悪魔が来りて笛を吹く（1979年、東映）
- ええじゃないか （1981年）
- 誘拐報道（1982年）
- ウィークエンド・シャッフル（1982年）
- 丑三つの村 （1983年）
- もどり川（1983年）
- 湾岸道路（1984年）
- きみが輝くとき （1985年）
- 離婚しない女（1986年）
- おれは男だ! 完結編（1987年）
- 恋子の毎日（1988年）
- はぐれ刑事純情派（1989年、東映）
- 悲しきヒットマン（1989年）
- ペンタの空（1991年）
- 激走トラッカー伝説（1991年）
- 一杯のかけそば（1992年）

### テレビドラマ
- 必殺シリーズ（朝日放送・松竹）
  - 助け人走る 第30話「賃金大仕掛」（1974年） - おみよ
  - 暗闇仕留人 第11話「惚れて候」（1974年） - おまき
  - 新・必殺仕置人 第18話 同情無用 （1977年） - およう
- 浮世絵 女ねずみ小僧（1974年、フジテレビ）
- 連続テレビ小説「鳩子の海」（1974年 - 1975年、NHK総合）
- 破れ傘刀舟　悪人狩り 第5話「深海の聖女」（1974年、NET / 三船プロ） - お夕
- 右門捕物帖 第31話「切腹」（1974年、NET / 東映）
- 水曜劇場（TBS）
  - 時間ですよ 昭和元年（1974年）
  - 寺内貫太郎一家2（1975年） - 唐島多江
- 鬼平犯科帳 (丹波哲郎)　第1話「用心棒」（1975年、NET / 東宝）- おたみ
- 花王 愛の劇場 「浮雲」（1976年、TBS）
- 大江戸捜査網 （12ch ・三船プロ）
  - 第235話「恐怖の町人斬り」（1976年） - 小春
  - 第449話「戦慄 爆薬を抱く男」（1980年） - おしん
- 高原へいらっしゃい（1976年、TBS） - 鳥居ミツ
- 大河ドラマ（NHK総合）
  - 風と雲と虹と（1976年） - 小米
  - 獅子の時代（1980年） - 松本ムツ
  - いだてん〜東京オリムピック噺〜（2019年） - 美濃部りん
- 花のながれ（1977年、フジテレビ） - 喜久子
- 人形佐七捕物帳 第8話「仏が消えた雷の宿」（1977年、テレビ朝日・東映） - お夏
- 華麗なる大泥棒! 四丁目の刑事の家の間借人（1977年、日本テレビ）
- 平岩弓枝ドラマシリーズ / 女の河（1977年、フジテレビ）
- 横溝正史シリーズ / 悪魔の手毬唄（1977年、毎日放送・松竹） - 青池里子
- 伝七捕物帳
  - 日本テレビ版（1977年）
  - 第141話「懺悔に咲いた父娘舟」 - おちよ
  - 第149話「けなげな娘に鬼が哭く」 - おこま
  - テレビ朝日版 第4話「あに、いもうと」（1979年）
- 銭形平次 第578話「はしりがねの女」（1977年、フジテレビ・東映）
- 新 木枯し紋次郎 第3話「四つの峠に日が沈む」（1977年、12ch） - お民
- 気まぐれ本格派 第6話「弱虫は歌いたがる」（1977年、日本テレビ・ユニオン映画）
- 桃太郎侍 第61話「浮世の水は辛かった!」（1977年、日本テレビ・東映）
- 達磨大助事件帳（テレビ朝日・前進座・国際放映）
  - 第18話「雪に散る子守り唄」（1978年） - おつる ※中尾彬と共演（この年の春に中尾彬と結婚）
  - 第27話「若いのろし」（1978年） - お糸
- 若さま侍捕物帳 第18話「参上!! 悪女狩り」（1978年、テレビ朝日・前進座・国際放映）※中尾彬と共演
- 西遊記 第8話「悟空危うし! 鱗青魔王の逆襲」（1978年、日本テレビ・国際放映）※中尾彬と共演
- 日曜恐怖シリーズ「誰かが見ている」（1979年、関西テレビ）
- 江戸の牙 第1話「炎上! 赤馬を斬れ」（1979年、テレビ朝日・三船プロ） - お涼
- 騎馬奉行（1979年 - 1980年、関西テレビ・東映） - お仙
- そば屋梅吉捕物帳 第12話「炎と燃える十手花」（1979年、12ch・国際放映） - おなみ
- 新・江戸の旋風 第9話「女郎蜘蛛の罠」（1980年、フジテレビ・東宝） - おとせ
- 噂の刑事トミーとマツ 第1シリーズ 第43話「ゆきすぎ課長辞職! さて後任は?」（1980年、TBS・大映テレビ） - 立花夫人
- ドラマ人間模様 / あ・うん（1980年、NHK総合）- 三田村禮子
- 時よ炎のごとく!（1980年）
- 非情のライセンス 第3シリーズ 第9話「兇悪の化粧・総選挙殺人事件」（1980年、テレビ朝日・東映）
- 旅がらす事件帖 第5話「お助け米のお通りだぁ」（1980年、関西テレビ・国際放映） - ぬい
- 鬼平犯科帳（テレビ朝日・東宝）
  - 第1シリーズ 第23話「猫じゃらしの女」（1980年） - およね　※後の中村吉右衛門版鬼平犯科帳でも同一人物を演じている。
  - 第2シリーズ 第20話「女賊」（1981年） - 猿塚のお千代
  - 第3シリーズ 第8話「白と黒」（1982年） - お紋
- NHK特集「びんぼう一代〜五代目 古今亭志ん生〜」（1981年3月27日、NHK総合） - 美濃部りん [6]
- 江戸の用心棒 第11話「謎の剣客」（1981年、フジテレビ・東宝・映像京都）
- 闇を斬れ 第12話「この世の見納め生き観音」（1981年、関西テレビ・松竹） - おきた
- ひまわりの歌（1981年、TBS）
- ライオン奥様劇場（フジテレビ系）/ 私は後妻よII（1982年） / 母の復讐（1984年）
- おりんさん（1983年、東海テレビ） 祖母おりんを演じ、夫中尾は祖父志ん生の友人役、叔父志ん朝はナレーターとして出演した。
- 木曜ファミリーワイド/ 松本清張の蒼い描点（1983年5月、フジテレビ・大映テレビ） - 川村広子
- 地獄の左門十手無頼帖 「女菩薩供養」（1983年、フジテレビ・東映） - お浪
- 特捜最前線 第356話「ある主婦の殺意!」（1984年、テレビ朝日）
- 火曜サスペンス劇場（日本テレビ系）
  - 「博多長崎殺人行」（1986年9月）
  - 「産婦人科病院から消えた女」（1987年8月、ヴァンフィル）
  - 「密閉島」（1988年8月、日本映像）
  - 「森村誠一の途中下車」（1990年5月8日放送、日本映像）
  - 「森村誠一の結婚株式会社」（1990年11月6日放送、日本映像）
- ザ・ドラマチックナイト / 松本清張の地方紙を買う女（1987年10月23日、フジテレビ・大映テレビ）
- ダウンタウン探偵組（1988年1月 - 3月放送、朝日放送）
- 月曜・女のサスペンス / 夏樹静子トラベルサスペンス・伊豆大島殺人ツアー（1988年、テレビ東京系）
- 妻たちの密やかな愉しみ（1988年）
- ドラマ23 / 下町の空は茜色（1988年、TBS）
- 妻そして女シリーズ / 心霊ドラマスペシャル『魔性の女』（1989年、毎日放送・TBS系）主演
- 名奉行 遠山の金さん 第2シリーズ 第20話「（秘）大奥の女殺人者」（1989年、テレビ朝日・東映） - 滝川
- 鬼平犯科帳（フジテレビ・松竹）
  - 第1シリーズ 第22話「金太郎そば」（1990年） - お竹
  - 第2シリーズ 第7話「猫じゃらしの女」（1991年） - およね
  - 第6シリーズ 第11話「五月闇」（1995年） - およね
  - 第7シリーズ 第7話「五月雨坊主」（1997年） - およね
- はぐれ刑事純情派 第3シリーズ 第19話「結婚を餌にした女」（1990年、テレビ朝日）
- テニス少女夢伝説!愛と響子（1990年、大映テレビ・フジテレビ系） - 高野雪子 役
- スクールウォーズ2 第2話「絶対に逃げてやる」（1990年、大映テレビ・TBS系）
- 続続・三匹が斬る! 第14話「悪虐の、僧と添い寝の花一輪」（1990年、テレビ朝日・東映）- お加代
- 次郎長三国志（1991年、テレビ東京） - お園
- 女無宿人 半身のお紺 第7話「龍は昇天致し候」（1991年、テレビ東京） - お梶
- 金曜ドラマシアター / 昭和の説教強盗 命はとらぬ金を出せ!（1991年、フジテレビ）
- 御影同心 鬼っ子侍（1991年、テレビ朝日）
- 恋料理カレンダー（1991年、CBC）
- 家政婦は見た!10（1992年、テレビ朝日）
- 夫婦善哉（1995年、テレビ東京）

ほか、土曜ワイド劇場（テレビ朝日）など、2時間ドラマ出演多数

### バラエティ
- 千客万来!中尾家deごはん（2020年4月5日 - 11月1日、BS-TBS）
- あこがれの世界クルーズ紀行（2023年 -  、BSJapanextほか）

### CM
- 太田胃散 薬爽
- ロート製薬 パンシロン液 - 加藤茶と共演
- つきじ入船　伊達巻き・錦玉子
- エイチ・アイ・エス「いい旅研究室プロジェクト」 - 夫中尾彬と共演
- 日本瓦斯（2018年 - ） ウチにも適正価格！篇　- 出川哲朗、夫・中尾彬と共演
- 株式会社REGATE「買取福ちゃん」（2021年 - 、） - 夫・中尾彬（2024年まで）、鈴木福（2022年から）と共演[7]

### ラジオ
- 池波志乃のおじゃまします。、池波志乃のちょっとお料理（1986年 - 1989年、ニッポン放送）

## 著書
- マイク岡田熱写館1『熱い疾走 池波志乃物語』（1982年、愛宕書房）
- 『池波志乃の 酒肴とびっきり―粋にふたり酒を楽しむ本 』(1983年12月、主婦と生活社）ISBN 9784391107210
- 『志乃の男泣かせの一品料理 - さり気ない料理にこそ男心はしびれる』（1984年5月、実日新書）ISBN 9784408300634
- 『いい女でいるのも肩がこる―新・女の甲斐性』（1984年11月、主婦と生活社）ISBN 9784391108149
- 『うちの手料理―二人で楽しむ料理とお酒』（1991年、講談社、ISBN 9784062047814）＊中尾彬との共著
- 『食物のある風景』 (2007年、徳間書店、ISBN 978-4-19-862302-9、2013年5月、徳間文庫、ISBN 9784198936853)
- 『終活夫婦』（2018年4月、講談社）ISBN 9784062210492 ＊中尾彬との共著

## 関連書籍
- 山下勝利 著『今を盛りのいい女列伝 30代色香研究』（1983年、アシーネ、1986年6月、旺文社文庫）
- 中尾彬 著 『食魔夫婦』（1987年12月、新潮社）ISBN 9784103681014
- 塩田丸男 著『美女・美食ばなし』（1988年11月、集英社文庫）ISBN 9784087494075
- 一龍斎貞丈 著『貞丈のお笑い芸界銘々伝』（1990年9月、JDC）ISBN 9784890081059
- 中尾彬 著 『カミさんの食卓』（1999年11月、朝日新聞社）ISBN 978-4022574701
- 落語ファン倶楽部 編 『落語大看板列伝―枝雀・文治・柳昇・馬生・小さん』（2009年11月、白夜書房）ISBN 9784861915666
- 石井徹也 編著『十代目金原亭馬生―噺と酒と江戸の粋』（2010年5月、小学館）ISBN 9784093878777
- 『十代目 金原亭馬生 東横落語会CDブック』（2021年、小学館）ISBN 9784094801286　＊解説書に三姉妹の対談有。